# يونغشن لامو
يونغشن لامو (بالصينية: 央金拉姆) هي مغنية ومؤلفة أغاني تبتية تعيش في مدينة نيويورك. حصلت لامو على جائزة رابطة صناعة التسجيل الأسترالية (ARIA) لأفضل ألبوم شعبي/ عالمي/ تقليدي، ثم حصلت علي علامة بيتر غابرييل.
أجرت يونغشين حفلة موسيقية مع بيلي كورجان الذي قام بتأليف ثنائيات مع ناتالي ميرشانت في أوفيليا. تعاونت يونغشين أيضًا مع آني لينوكس في ألبومها. استُخدمت تسجيلات لامو لسبع سنوات في التبت والعديد من الأفلام الوثائقية التبتية. أقامت يونجشين حفلات غنائية في أماكن أخرى مثل قاعة المهرجان الملكية بلندن، وقاعة كارنيجي في نيويورك، وقاعة فيلهارموني برلين.

## حياتها الشخصية والمهنية
قامت يونجشين لامو بجولة واسعة في جميع أنحاء العالم، وغنت أغاني فردية تحتوي مزيجًا من أغانيها التي ألّفتها، والترانيق البوذية التقليدية والمانترا. قدّمت لامو عروضًا مع فنانين من بينهم آني لينوكس وبيتر غابرييل وبيلي كورغان وناتالي ميرشانت وبونو وشيريل كرو ومايكل ستيب. أقامت لامو حفلة غنائية في مهرجان ليليث للمعارض وجولة على نطاق واسع كجزء من مهرجانات WOMAD العالمية الموسيقية.
يعني اسم لامو «آلهة الغناء» - وهو اسم أعطاه لها لاما بعد فترة وجيزة من ولادتها بالقرب من شينغوان (منطقة لاسا). غادرت يونجشن التبت في عام 1989 للحج. استوحت لامو فكرة الترحال حول العالم من خلال موسيقاها. انتقلت لامو إلى أستراليا في عام 1993، ثم إلى مدينة نيويورك في عام 2000.
ألفت لامو ألبومها الأول في أستراليا Lhamo، صلاة التبت، الذي أنتجه جون بريور، فازت لامو بجوائز أريا الموسيقية ARIA لأفضل إصدار موسيقى شعبية / تقليدية في عام 1995. وهي أول مغنية تبتية تفوز بجوائز صناعة الموسيقى المرموقة. 1] أدى نجاح ذلك الألبوم أدى إلى توقيعها مع بيتر غابرييل، حيث تم تسجيل أول ألبوم يخرج من بلاد التبت بشكل أساسي متميز من المؤلفات الأصلية - المحتوية على الصلوات والأغاني البوذية التبتية الأصيلة. أتى ألبومها القادم بعنوان Coming Home، وهو عبارة عن تعاون مشترك مع المنتج Hector Zazou في صورة هتاف لرهبان التبت، ومجموعة واسعة من الأدوات الغربية الحديثة في الغالب، وصت لامو الذي استُخدم لتكوين طبقات بشكل متكرر.
في 20 و22 و24 نوفمبر 2007، في متحف اللوفر في باريس، أنتجت يونجشين عمل رقص خاص بعنوان «المشي على الخط» من قبل مصمم الرقص الأمريكي بيل ت. جونز. أُشيد بهذا الأداء مع الإيقاع المنفرد الذي قام به فلورنت جوديليت في أحد أجنحة المتحف الممتد من جناح النصر المجنح، إلى قوس النهضة حيث يتم عرض بعض المنحوتات المُحتَفَى بها مثل (العبد المُحتضر) و (العبد المُتمرد) The Rebellious Slave بواسطة ميكيلانجيلو.
تم إصدار ألبوم «أماو» (الذي يعني الأم باللغة التبتية) في أبريل 2006، وأنتجه الموسيقار الأمريكي من أصل إيراني جامشيد شريفي. شارك معها في هذا الألبوم الفنانين المميزين آني لينوكس وجوي أسكو. استحقت موسيقى يونجشين اعتراف مقاطعة جنوة، إيطاليا، بأنها «رسول السلام» وحصلت على لقب «سفيرة الثقافة».

## ألبوماتها الغنائية
- الصلاة التبتية (1995)
- التبت (1996)
- Coming Home (1998)
- آما (2006)
- تاياثا (2013)[1]

## روابط خارجية
- يونغشن لامو على موقع IMDb (الإنجليزية)
- يونغشن لامو على موقع ميوزك برينز (الإنجليزية)
- يونغشن لامو على موقع أول ميوزيك (الإنجليزية)
- يونغشن لامو على موقع ديسكوغز (الإنجليزية)
- Official website
- Yungchen's Real World